# Ulldecona
Ulldecona è un comune spagnolo di 5 534 abitanti situato nella comunità autonoma della Catalogna.